# Willy Roseau
Willy Roseau (* 10. April 1988) ist ein französischer Radrennfahrer.
Roseau gewann die Gesamtwertung der Tour de la Martinique 2008, bei der ihm auch vier Etappensiege gelangen. Auch in den Folgejahren gewann er mehrere Etappen dieser Rundfahrt, darunter 2010 zwei Etappen und 2011 eine Etappe. Nachdem dieses Rennen seit 2012 nur noch im französischen Radsportkalender aufgeführt wurde, gewann er bis 2019 vier weitere Tagesabschnitte dieses Rennens.
In den Jahren 2008, 2009 und 2011 wurde Roseau karibischer Meister im Einzelzeitfahren.

## Erfolge
2008
- Gesamtwertung und vier Etappen Tour de la Martinique
- Karibischer Meister – Einzelzeitfahren

2009
- Karibischer Meister – Einzelzeitfahren

2010
- zwei Etappen Tour de la Martinique

2011
- eine Etappe Tour de la Martinique
- Karibischer Meister – Einzelzeitfahren